# Манджил
Манджил (перс. Manjil, також романізоване як Manjīl і Menjīl; походить від Manzil) — місто в центральному окрузі округу Рудбар, провінція Гілан, Іран. За даними перепису 2006 року, його населення становило 16 028 осіб, що проживали у складі 4447 сімей.

## Географія
Манджил відомий як вітряне місто Ірану, репутацією якого він зобов’язаний своєму географічному положенню в гірському хребті Альборз у невеликій розколині в Альборзі, яка спрямовує вітер через Манджіл до плато Казвін . Найбільша вітроелектростанція Ірану, вітрова електростанція Манджіл і Рудбар, розташована поблизу Манджіла.

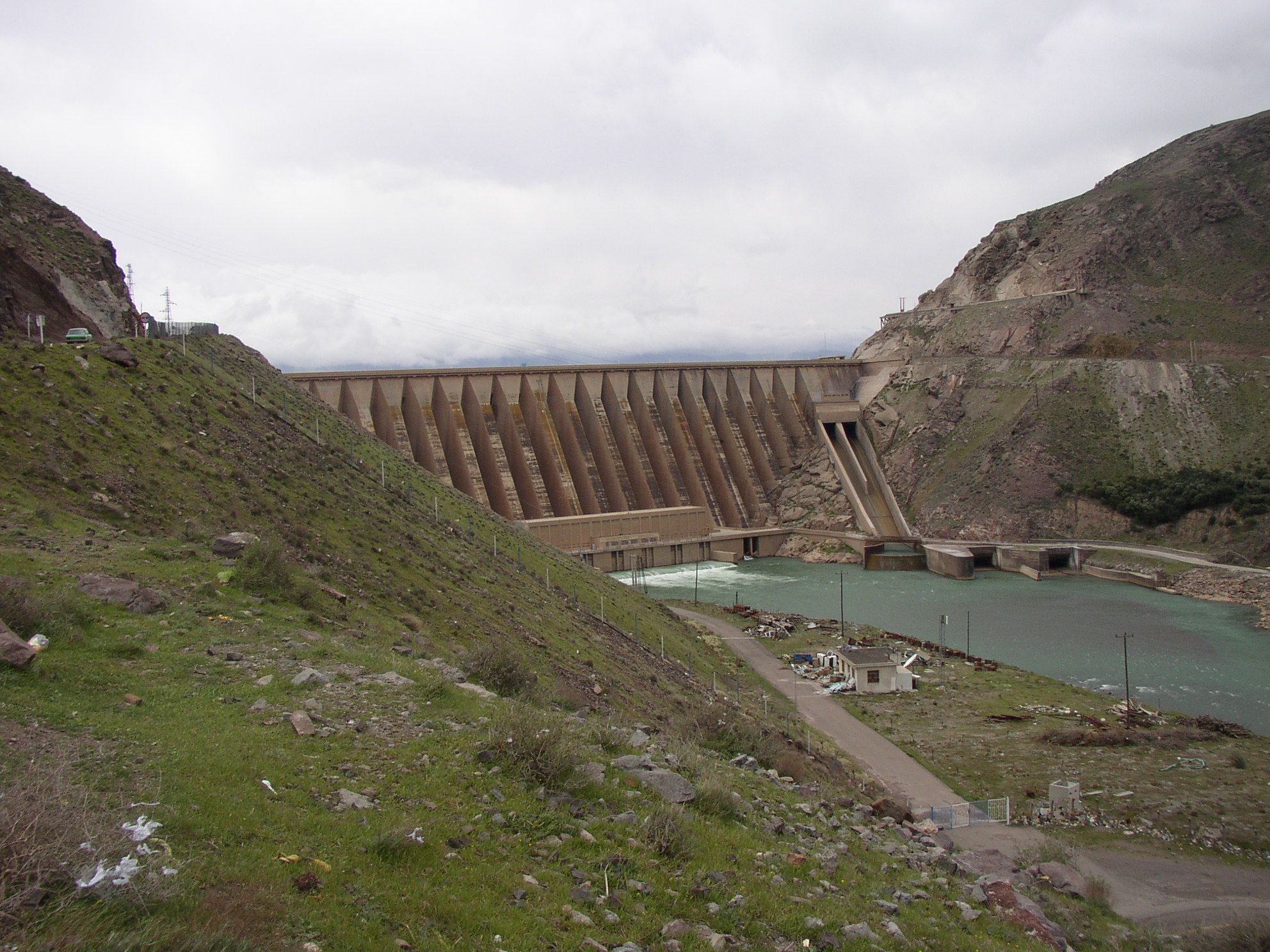
Дамба Сефідруд у Манджилі

## Історія
Протягом всієї історії Манджил був воротами в регіон південного Каспійського моря. Через багату культурну історію в районі Манджил проводяться численні археологічні розкопки (здебільшого незаконні). Деякі з цих пам'яток пов'язані з епохою Ісмаїлітів, тобто рухом Хасана Саббаха в Аламут форте (у деяких домогосподарствах можна знайти артефакти 3-2 тисячоліть до н. е.).